# Чикоњи (Пјаченца)
Чикоњи је насеље у Италији у округу Пјаченца, региону Емилија-Ромања.
Према процени из 2011. у насељу је живело 71 становника. Насеље се налази на надморској висини од 694 м.